# 747 (singel)
747 släpptes 1998 och är den tredje singeln från Kents tredje album, Isola. Singeln, som nådde 28:e-platsen på den svenska singellistan, utkom i både maxi- och 2-spårsformat.

## Låtlista

### Maxisingeln
1. 747 (singelversion)
2. Elever (4:45)
3. Din skugga (4:04)
4. 747 (7:47)

### 2-spårssingeln
1. 747 (singelversion)
2. 747 (7:47)

## Om låtarna
Allt material är skrivet av Joakim Berg. Zed och Martin Von Schmalensee stod för produktion och mixning tillsammans med Kent. Singeln låg på Top 60 Singel Hitlistan i fem veckor och kom som bäst på tjugoåttonde plats.
"747" avslutar albumet Isola och fram till albumet Du & jag döden fick den dessutom alltid avsluta alla konserter. I och med Turné 19, under första halvan av 2005 har dock låten "Mannen i den vita hatten (16 år senare)" fått ta över denna roll. Under Sommarturnén 2012 på Sjöhistoriska museet berättade Joakim Berg att titeln uppstod som en ren tillfällighet vid skrivandet av låten, då den sampling som användes hade nummer 747. Albumversionen av "747" är 7 minuter och 47 sekunder lång. Musikvideon till den engelska versionen av låten kretsar till stor del kring ett flygplan.

## Omslag
Omslaget går i gulgrönt och föreställer gatubelysningsstolpar, lyftkranar och en rigg för vägskyltning. Fotograf Peter Gehrke tog omslagsbilden för singeln genom fönstret på en taxi, på väg hem från Arlanda.
Maxisingelns omslag går i mörkt rött, med siluetten av en person med musikinstrument runt omkring sig, och i bakgrunden stiger siluetten av ett trafikflygplan fram ur rök. Omslaget till albumet Isola går också i gult, med en kvinna som går framför jetmotorerna till en Boeing 737.

## Listplaceringar
| Lista (1998) | Topplacering |
| ------------ | ------------ |
| Sverige      | 28           |